# Тадеуш Громницький
Тадеуш Громницький (Tadeusz Gromnicki; 26 грудня 1851, м. Копичинці, Австро-Угорщина — 17 грудня 1939, м. Краків, Польща) — польський церковний історик. Доктор церковного права (1879) та теології (1889), професор канонічного права. Ректор Ягеллонського університету (1902—1903).

## Життєпис
Закінчив богословський (1874) та філософські (1879) факультети Львівського університету. Душпастирював у м. Львові (1878—1984), також ад'юнкт та декан теологічного факультету Alma-mater; від 1884 — надзвичайний, від 1891 — звичайний професор канонічного права, ректор (1902—1903) Ягеллонського університету.

## Доробок
Автор праць:
- «Місто Львів, його стан та історія» (1879),
- «Святі Кирило і Мефодій» (1880),
- «Вірмени в Польщі, їх історія, права та привілеї» (1889).